# قایق توپ‌دار کلاس شانتو
قایق توپ‌دار کلاس شانتو (به انگلیسی: Shantou-class gunboat) یک کلاس از قایق‌های توپ‌دار است که طول آن ۲۵٫۲۱ متر (۸۲ فوت ۹ اینچ) می‌باشد.